# Klaus Müller (Theologe)

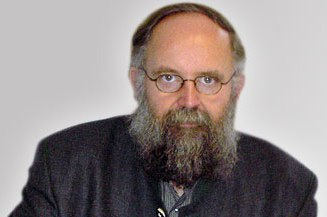
Klaus Müller 2008

Klaus Müller (* 23. Juni 1955 in Regensburg) ist römisch-katholischer Priester und emeritierter Professor für Fundamentaltheologie und Religionsphilosophie sowie Direktor des Seminars für Philosophische Grundfragen der Theologie an der Katholisch-Theologischen Fakultät der Westfälischen Wilhelms-Universität in Münster.

## Biographie
Nach dem Studium der Philosophie und der katholischen Theologie in Regensburg, Rom, München und Freiburg im Breisgau wurde Klaus Müller 1982 an der Päpstlichen Universität Gregoriana bei Carlo Huber zum Dr. phil. promoviert. Schon als junger Seminarist war Philosophie sein Lieblingsfach, er träumte davon, „Priester-Philosoph“ zu werden.
Nach seiner Priesterweihe 1984 war er im pastoralen Dienst seines Heimatbistums Regensburg tätig, zunächst auf der pfarrgemeindlichen Ebene, später als Seelsorger der Justizvollzugsanstalt Regensburg und als Spiritual für Studierende der Theologie an der Universität Regensburg.
1992 übernahm er einen Lehrauftrag für Homiletik an der Universität Regensburg.
1994 erwarb er den Grad eines habilitierten Doktors der Theologie (Dr. theol. habil.) für Fundamentaltheologie und Religionsphilosophie an der Universität Freiburg und wurde Privatdozent an der Universität Regensburg.
Seit 1996 war er Professor für philosophische Grundfragen der Theologie und Direktor des gleichnamigen Seminars an der Westfälischen Wilhelms-Universität in Münster. Zum Juli 2020 wurde Müller emeritiert.
Gastprofessuren führten ihn an die Leopold-Franzens-Universität Innsbruck (2003) und an das St. Augustine Millennium Seminary (Dep. Legon University Accra) in Tamale, Ghana (2005). Zwei weitere im Jahr 2009 an die Universität Graz in Österreich sowie an die Facoltà di Teologia di Lugano in der Schweiz.

## Publikationen (Auswahl)
- Thomas von Aquins Theorie und Praxis der Analogie. Der Streit um das rechte Vorurteil und die Analyse einer aufschlußreichen Diskrepanz in der „Summa theologiae“ (= Regensburger Studien zur Theologie. Band 29). Frankfurt am Main/Berlin/New York 1983.
- Wenn ich „ich“ sage. Studien zur fundamentaltheologischen Relevanz selbstbewußter Subjektivität (= Regensburger Studien zur Theologie. Band 46). Frankfurt am Main 1994.
- Homiletik. Ein Handbuch für kritische Zeiten. Pustet, Regensburg 1994, ISBN 978-3-7917-1438-7
- Gott am Rande. Ansprachen zu Advent und Weihnachten. Pustet, Regensburg 1999, ISBN 3-7917-1669-7
- Gottes Dasein denken. Eine philosophische Gotteslehre für heute. Pustet, Regensburg 2001, ISBN 978-3-7917-1741-8
- Gott erkennen. Das Abenteuer der Gottesbeweise (= Topos plus. Band 405). Pustet, Regensburg 2001, ISBN 978-3-7867-8405-0.
- GegenSchattenMacht. Ein Predigt-Lesebuch zum Osterfestkreis. Pustet, Regensburg 2003, ISBN 978-3-7917-1834-7.
- An den Grenzen des Wissens. Einleitung in die Philosophie für Theologinnen und Theologen. F. Pustet, Regensburg 2004, ISBN 978-3-7917-1886-6.
- Vernunft und Glaube: Eine Zwischenbilanz zu laufenden Debatten. LIT, Münster 2005, ISBN 978-3-825-87345-5
- Glauben – Fragen – Denken. Band I: Basisthemen in der Begegnung von Philosophie und Theologie. Aschendorff, Münster 2006, ISBN 978-3-402-00420-3.
- Streit um Gott. Politik, Poetik und Philosophie im Ringen um das wahre Gottesbild. F. Pustet, Regensburg 2006, ISBN 978-3-791-71993-1.
- Glauben – Fragen – Denken. Band II: Weisen der Weltbeziehung. Aschendorff, Münster 2008, ISBN 978-3-402-00421-0.
- Glauben – Fragen – Denken. Band III: Selbstbeziehung und Gottesfrage. Aschendorff, Münster 2009, KSBN 978-3-402-00422-7.
- Dem Glauben nachdenken. Eine kritische Annäherung ans Christsein in zehn Kapiteln. Aschendorff, Münster 2010, ISBN 978-3-402-12835-0
- Endlich unsterblich. Zwischen Körperkult und Cyberworld. Butzon & Bercker, Kevelaer 2011, ISBN 978-3-7666-1479-7
- In der Endlosschleife von Vernunft und Glaube: einmal mehr Athen versus Jerusalem (via Jena und Oxford). LIT, Münster 2012, ISBN 978-3-643-11449-5
- Gott jenseits von Gott. Plädoyer für einen kritischen Panentheismus. Hrsg. v. Fana Schiefen, Aschendorff, Münster 2021, ISBN 978-3-402-24703-7

Herausgeberschaft
- Klaus Müller, Norbert Sachser (Hrsg.): Theology Meets Biology: Anthropological Perspectives on Animals and Human Beings. Pustet, Regensburg 2008. ISBN 978-3-791-72099-9

## Ämter und Tätigkeiten (Auswahl)
- Seit September 1999 Rector Ecclesiae der Dominikanerkirche (kath. Universitätskirche) in Münster und katholischer Universitätsprediger
- Seit 1999 wissenschaftlicher Beirat des Instituto Internazionale Jacques Maritain, Roma
- Seit Oktober 2001 Berater der Kommissionen III (Pastoral) und IX (Publizistik) der Deutschen Bischofskonferenz
- Seit dem Wintersemester 2003/04 Mitglied der Arbeitsgruppe des katholischen deutschen Fakultätentages und der Untergruppe der Kommission VIII (Wissenschaft) der Deutschen Bischofskonferenz für Fragen der Studienreform